# Villa romana di Casignana
La villa romana di Casignana è una villa romana i cui resti si trovano in contrada Palazzi nel comune di Casignana (RC).
La fase più importante della villa, il cui impianto originario risale al I secolo d.C. è quella di un'importante ristrutturazione del IV secolo. Fu in seguito abbandonata nel V, ma presenta tracce di frequentazione fino al VII secolo.

## Scoperta

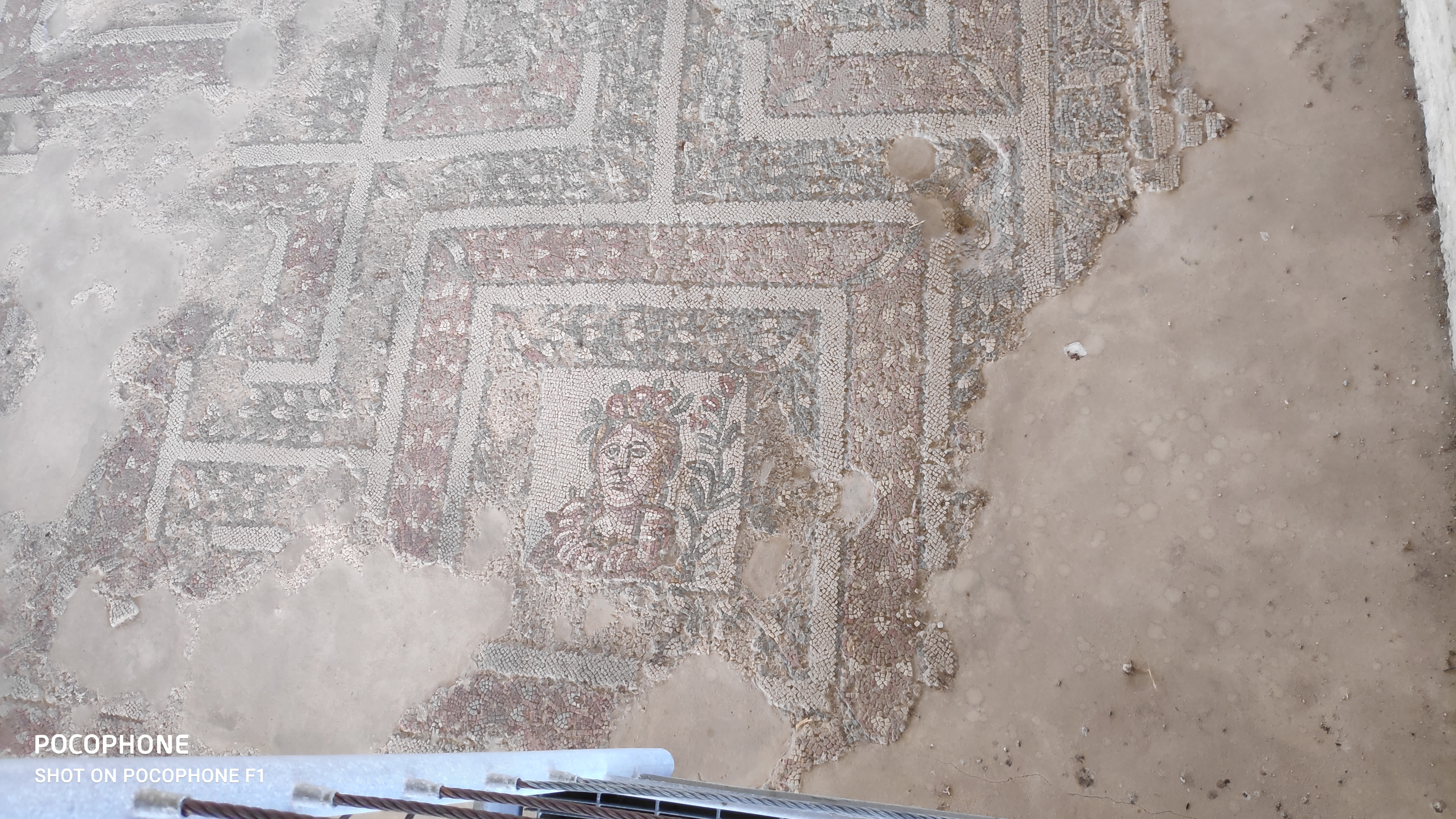
Mosaico della sala delle 4 stagioni (2020)

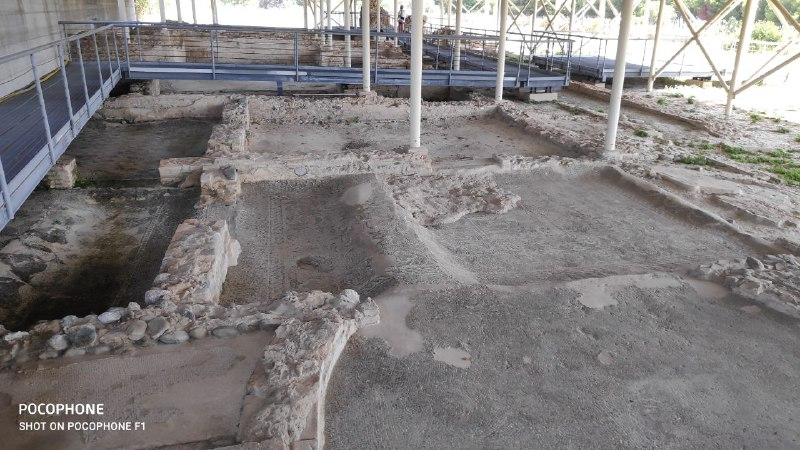
Scavi archeologici - Al di là della 106 (2020)

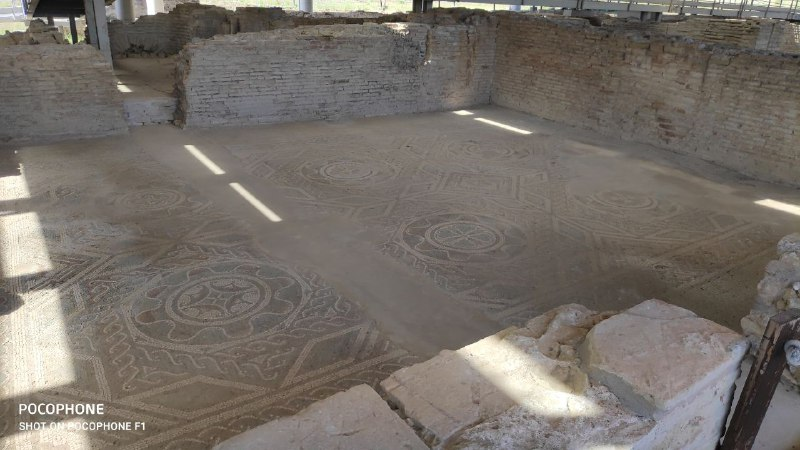
Mosaico della villa romana di Casignana (2020)

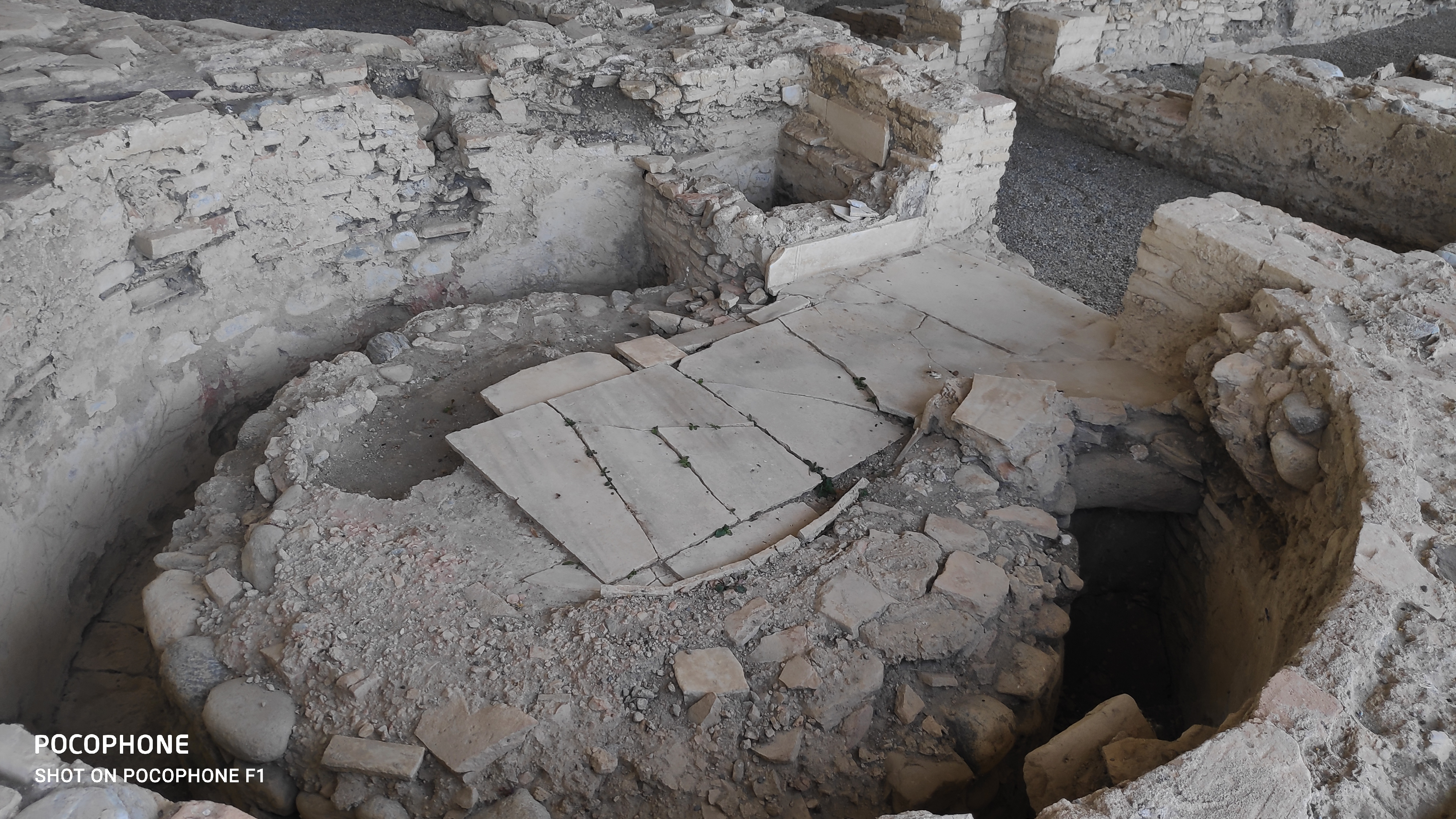
Latrine (2020)

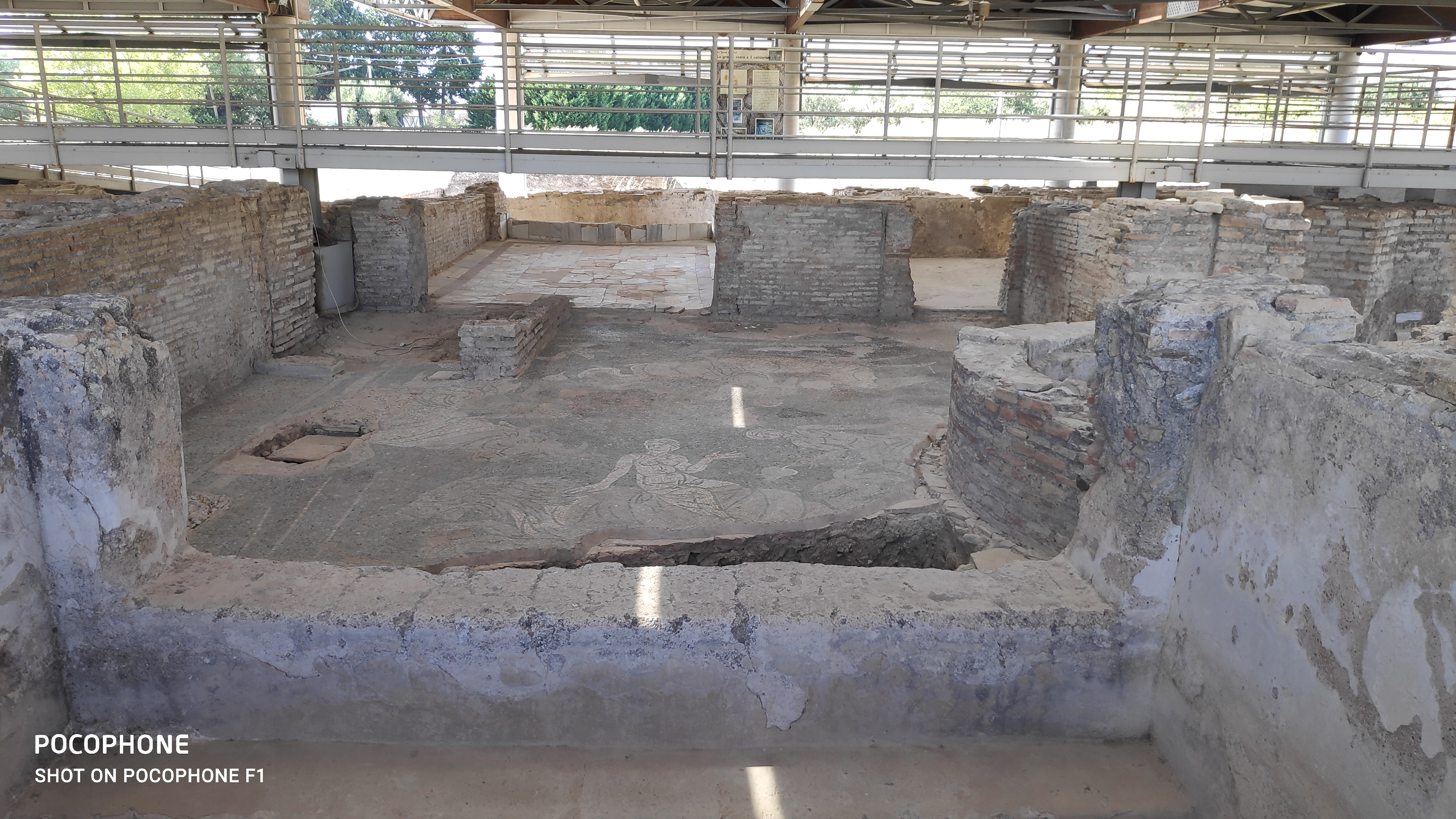
Sala delle Nereidi

La villa venne scoperta nel 1963, in occasione dei lavori per la costruzione di un acquedotto, presso la strada statale 106 Ionica ed è stata indagata sistematicamente dalla Soprintendenza per i beni archeologici della Calabria negli anni ottanta. Dal 1998 il sito è gestito dal comune di Casignana che ha acquisito i terreni limitrofi con il contributo della Comunità montana dell'Aspromonte orientale, permettendo di ampliare l'area indagata.
La villa sorgeva probabilmente sull'antica strada di collegamento tra Locri Epizefiri e Rhegion (Reggio Calabria).
Sono stati rimessi in luce gli ambienti di un ampio complesso termale privato, accessibile da un porticato. riccamente decorati con mosaici, tra i quali quello figurato del frigidarium ("sala delle Nereidi"), datato al III secolo, che raffigura in grandi tessere bianche e verdi un thiasos marino con quattro figure femminili che cavalcano un leone, un toro, un cavallo e una tigre terminanti con una coda di pesce. La sala ha pianta ottagonale con quattro lati absidati e presenta due vasche per acqua fredda. Il calidarium, con impianto di riscaldamento a ipocausto e tubi fittili sulle pareti, ha ugualmente pianta ottagonale e pavimentazione a mosaico in piccole tessere e doveva essere coperto da una volta. Del complesso fanno parte anche una sala rettangolare pavimentate in lastre di marmo colorato (opus sectile).
A monte si trova un ninfeo monumentale con cisterne.
Sul lato opposto della strada statale si trova la parte residenziale della villa, con ambienti articolati intorno ad un grande cortile. Vi si trovano ancora pavimentazioni a mosaico ("sala delle quattro stagioni, sala absidata").

## Descrizione
- Calidarium
- Tepidarium
- Sala delle Nereidi - Frigidarium
- Sala a base ottagonale
- Sala delle Quattro Stagioni
- Sala di Bacco
- Sala di Venere
- Latrine

## Statio romana di Altanum
E' presso questa villa che viene ad essere localizzata la statio romana di Altanum,